# Warmhalten
Warmhalten ist ein Begriff aus dem gießereitechnischen Zweig der Metallurgie.

## Begriffserklärung
Man versteht darunter, eine Schmelze vom Augenblick ihrer Bereitstellung für Gießzwecke und unabhängig davon, ob sie anschließend in kleineren oder größeren Zeitintervallen zur Füllung von Gießformen gebraucht wird, in einem besonderen Ofen, dem Warmhalteofen stets auf der erforderlichen Gießtemperatur zu halten. Dies auch während längerer Gießpausen oder Leerschichten.

## Arbeitsweise
Als Warmhalteofen setzt man je nach betrieblicher Gegebenheit entweder mehrere an den Gießplätzen aufgestellte Tiegelöfen ein, was in Kokillen- und Druckgießereien verbreitet den betrieblichen Gegebenheiten entspricht, oder aber an deren Stelle einen großvolumigen Ofen, aus dem das Gießmetall unter vorausgehender Berücksichtigung eines Temperaturverlustes beim Umfüllen und dem Transport zur Gießstelle, bei Bedarf jeweils in eine Gießpfanne mit 1000 oder mehr Kilogramm Inhalt abgefüllt wird. In der Praxis findet sich das bei vom Stückgewicht der Gussteile (z. B. Fertigung von Automobilrädern im Niederdruckgießverfahren) ausgehendem Metallbedarf.
Großvolumige Warmhalteöfen, die in Halbzeug fertigenden Betrieben 30 und mehr Tonnen Fassungsvermögen haben, dienen hier oft zugleich als Mischer, wenn sie mehrere frisch erschmolzene Chargen aufnehmen und dabei chargenbedingte Differenzen ausgleichen.